# 格利澤1214
格利澤1214 (Gliese-Jahreiss 1214)是在蛇夫座的一顆視星等14,7等，暗淡的M4.5紅矮星。它與地球的距離約40光年，大小約為太陽的一半，表面溫度約為3000 K (2700 °C)，光度只有太陽的0.3% 。
這顆恆星的半徑比理論模型估計所預測的大15% 。

## 行星系
在2009年12月中旬，哈佛史密松物理天文台的一組天文學家宣布發現一顆系外行星的伴星，GJ 1214 b，是一顆有大量的水，和質量與半徑都與地球相近的超級地球。
| 成員 (依恆星距離) | 质量               | 半長軸 (AU)     | 轨道周期 (天)         | 離心率 | 傾角 | 半径 |
| ----------------- | ------------------ | --------------- | --------------------- | ------ | ---- | ---- |
| b                 | 0.0179 ± 0.0027 MJ | 0.0143 ± 0.0019 | 1.5803925 ± 0.0000117 | <0.27  | —    | —    |

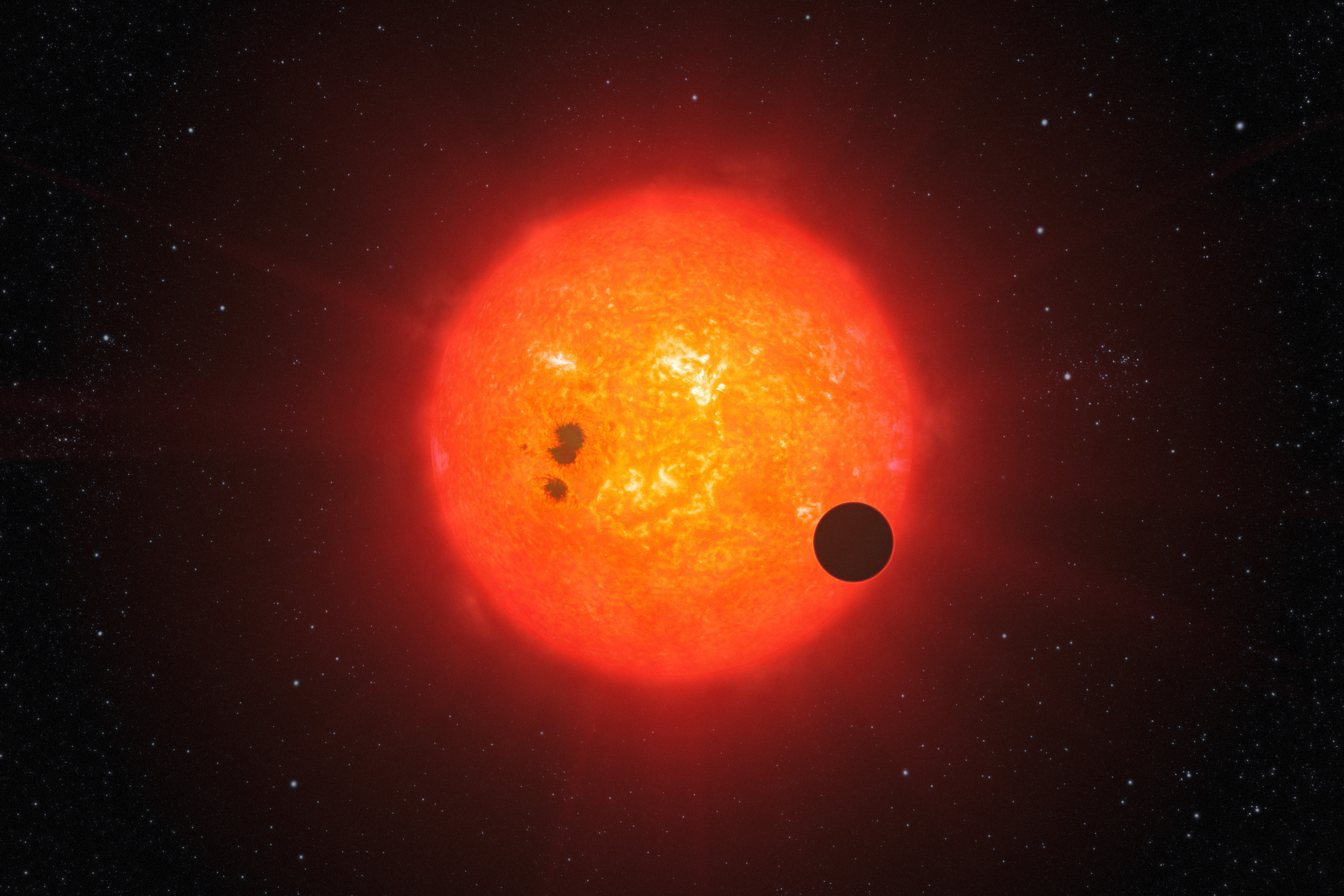
藝術家想像在格利澤1214附近環繞著的行星可能的外觀。

 在MEarth 計畫中發現並由ESO拉西拉天文台3.6米望遠鏡使用HARPS攝譜儀進一步研究的GJ1214b是第二顆超級地球系外行星，天文學家已經測量出質量和半徑，和獲得其結構的重要線索，它也是第一顆被發現有大氣層的超級地球。

## 外部連結
- Astronomers Find World with Thick, Inhospitable Atmosphere and an Icy Heart （页面存档备份，存于）